# کیت راولی
کیت راولی (انگلیسی: Keith Rowley؛ زادهٔ ۲۴ اکتبر ۱۹۴۹) سیاست‌مدار اهل ترینیداد و توباگو است. وی از ۹ سپتامبر ۲۰۱۵ نخست‌وزیر این کشور است.